# Geelkopdaggekko
De geelkopdaggekko of geelkopgekko (Gonatodes fuscus) is een hagedis die behoort tot de gekko's en de familie Sphaerodactylidae. 

## Naam en indeling
De geelkopdaggekko is een ondersoort van de witkeeldaggekko (Gonatodes albogularis), maar wordt door veel biologen ook wel als een aparte soort beschouwd. De wetenschappelijke naam van de soort werd voor het eerst voorgesteld door Edward Hallowell in 1855. Oorspronkelijk werd de naam Stenodactylus fuscus gebruikt. De soortaanduiding fuscus betekent vrij vertaald 'donker'.

## Verspreiding
De geelkopdaggekko komt voor in delen van Midden-Amerika en leeft in de landen Costa Rica, Panama en Cuba. In de Verenigde Staten is de gekko uitgezet in het zuiden van de staat Florida. 